# Pilea basicordata
Pilea basicordata är en nässelväxtart som beskrevs av Wen Tsai Wang. Pilea basicordata ingår i släktet pileor, och familjen nässelväxter. Inga underarter finns listade i Catalogue of Life.